# Soulcalibur IV
Soul Calibur IV (яп. ソウルキャリバーIV Souru Kyaribā Fō) — пятая часть в серии игр Soul. Вышла 28 июня 2008 года на Xbox 360 и PlayStation 3.
Впервые в истории серии игра поддерживает широкие сетевые возможности современных консолей
Аркадная версия игры так и не вышла, Soulcalibur IV стала второй после Soul Calibur III игрой в серии, выход которой на игровых автоматах не состоялся.

## Персонажи

### Старые персонажи
- Astaroth (Астарот)
- Cassandra (Кассандра, Кассандра Александра)
- Ivy (Айви, Изабелла Валентайн)
- Mitsurugi (Мицуруги)
- Nightmare (Кошмар)
- Raphael (Рафаэль)
- Siegfried (Зигфрид, Зигфрид Штауффен)
- Sophitia (Софития, Софития Александра)
- Taki (Таки)
- Tira (Тира)
- Voldo (Вольдо)
- Yoshimitsu (Ёсимицу)
- Amy (Эми)
- Cervantes (Сервантес, Сервантес де Леоне)
- Kilik (Килик)
- Lizardman (Ящер, Эон Калкос)
- Maxi (Макси)
- Rock (Рок, Натаниэль «Скала» Адамс)
- Seong Mi-na (Сон Ми-на)
- Setsuka (Сецука)
- Talim (Талим)
- Xianghua (Сяньхуа)
- Hong Yun-Seong (Хон Юн-Сон)
- Zasalamel (Засаламель)

### Новые персонажи
- Hilde (Хильда, Хильдегард фон Кроне)
- Algol (Алгол)

### Приглашённые персонажи
- Darth Vader (Дарт Вейдер)
- Yoda (Йода, Мастер Йода)
- The Apprentice

### Дополнительные персонажи
- Angol Fear
- Ashlotte
- Kamikirimusi
- Scheherazade
- Shura

## Прочие факты
- Игра базируется на «дизайнерском подходе» к Soul Calibur II.
- Ринги стали больше, и на них располагаются разрушаемые объекты.
- Значительно реже случается Ring Out. Также некоторые способности персонажей могут его вовсе отключить.
- В игре представлен появившийся в Soul Calibur III режим Create a Soul / Character, немного упрощённый, но дающий широкие возможности.
- Детали экипировки, выбранные при создании персонажа, будут оказывать влияние на игровой процесс.
- Созданными персонажами будет возможно обмениваться по сети.
- В игре присутствует сетевой режим.
- Появился способ победить в бою, не связанный с полосой здоровья персонажа, или использованием Ring Out, называемый Critical Finish.
- Возможность выпуска патча для игры в случае необходимости подтверждена.
- Персонажи из «Звёздных войн» имеют дополнительную шкалу Силы, позволяющей им её использовать.

## Отзывы
| Сводный рейтинг | Сводный рейтинг | Сводный рейтинг |
| Издание         | Оценка          | Оценка          |
| Издание         | PS3             | Xbox 360        |
| --------------- | --------------- | --------------- |
| GameRankings    | 84,59 %         | 85,43 %         |